# منتخب بيرو لهوكي الحقل للسيدات
منتخب بيرو لهوكي الحقل للسيدات (بالإسبانية: Selección femenina de hockey sobre hierba del Perú)‏ هو ممثل بيرو الرسمي في المنافسات الدولية في هوكي الحقل للسيدات
.